# Dead by X-Mas
Dead by X-Mas är en singel av det finska glamrockbandet Hanoi Rocks. Singeln släpptes innan bandets andra album, Oriental Beat, men varken A- eller B-sidan var med på någon fullängdsskiva förrän bandet släppte Self Destruction Blues ett år senare i augusti 1982. 
Låten slog och blev en av Hanoi Rocks största låtar under deras tidiga karriär.

## Låtlista
| Nr | Titel         | Kompositör | Längd |
| -- | ------------- | ---------- | ----- |
| 1. | Dead By X-Mas | Andy McCoy | 2:58  |
| 2. | Nothing New   | Andy McCoy | 3:19  |

## Medverkande
- Michael Monroe - Ledsång, piano, gitarr
- Andy McCoy - Sologitarr, sång på "Nothing New"
- Nasty Suicide - Rytmgitarr
- Sami Yaffa - Bas
- Gyp Casino - Trummor